# Espai Alfaro
El Espai Alfaro es un centro cultural y de trabajo situado en Godella en el que conviven diferentes disciplinas creativas.

## Historia
Ubicado en una zona de carácter industrial, se remonta a 1985 y originariamente fue un edificio concebido para albergar el taller del escultor Andreu Alfaro. El arquitecto al cargo del proyecto fue Emilio Giménez, quien, en un primer momento, proyectó una nave de planta rectangular la cual contaría con un espacio para el montaje de las esculturas, dos talleres -uno dedicado al trabajo con metales y el otro con piedra- y una zona de exposición utilizada para que el artista pudiese contemplar sus obras en un entorno expositivo.
Con posterioridad, y también con proyecto del mismo arquitecto, se construyó un volumen de planta cuadrada girado a cuarenta y cinco grados con respecto al cuerpo original y adherido a este, que se convertiría en el estudio de Alfaro en planta baja y en un pequeño almacén en la planta primera.
En 1995 se levantaría el último cuerpo, obra nuevamente de Emilio Giménez. Si bien los dos anteriores responden a un tipo de construcción en los que prima la función por encima de la forma, en este nuevo edificio, el arquitecto concedió mayor importancia también al diseño y al uso y aplicación de materiales, obteniendo como resultado un interesante edificio que se extiende en paralelo al volumen original generando entre ambos una plaza que con el tiempo y hasta la actualidad se ha visto poblada de esculturas.
Esta última edificación nació para albergar el estudio de interiorismo Alfaro Hofmann en planta baja y la Colección Alfaro Hofmann en planta primera, la cual reúne piezas de diseñadores tan prestigiosos como Max Bill, Achille Castiglioni, Raymond Loewy, Walter Dorwin Teague, Norman Bel Geddes, Henry Dreyfuss, Marco Zanuso y muchos otros. Además, cuenta con una biblioteca especializada en arquitectura, arte y diseño y con una sala de exposiciones temporales que desde su inauguración hasta hoy ha recogido muestras en las que se ha expuesto obra de artistas como el propio Andreu Alfaro o Artur Heras, arquitectos como el premio Pritzker Álvaro Siza, Josef Hoffmann, Otto Wagner, o Peter Behrens y diseñadores como Dieter Rams.

## Actualidad
Tras el fallecimiento de Alfaro en 2012, el edificio que hasta entonces había funcionado como taller del artista sufrió una reconversión en espacio expositivo, mostrando, desde 2014 y de manera permanente, la colección de esculturas conocida como El legado.
Su antiguo estudio también vio alterado su uso para convertirse en un aula docente. Desde 2013 y de manera ininterrumpida, se han impartido cursos de postgrado y máster que han dado lugar a una escuela de Arquitectura, diseño e innovación conocida como MArch. Arquitectura y Diseño, la cual está asociada a la Universidad Europea y que ha reunido hasta la fecha a algunos de los nombres más reconocidos del mundo de la arquitectura y diseño de la contemporaneidad, como son Aires Mateus, Carlos Ferrater, Emilio Tuñón, Barozzi Veiga, Juan Domingo Santos, Nacho Lavernia o Pepe Gimeno, entre muchos otros, y bajo la dirección de Fran Silvestre. La posibilidad de vincular los antiguos talleres del escultor a la innovación aplicada a la docencia, les ha hecho también modificar su función original, habiéndose convertido en una especie de laboratorios de investigación.
El nivel situado por encima del antiguo estudio de Alfaro ha sido el último espacio en transformarse, habiéndose convertido en la actualidad en el estudio de arquitectura de Fran Silvestre Arquitectos.